# 上野和彦 (地理学者)
上野 和彦（うえの かずひこ、1945年 - ）は、経済地理学を専門とする日本の地理学者、東京学芸大学名誉教授。主な研究テーマは、伝統的工芸品産業、地場産業、中国研究である。

## 経歴
茨城県生まれ。少年期にはボーイスカウト運動に参加していた。
1964年に宮城県仙台第二高等学校を卒業し、東京学芸大学学芸学部初等教育教員養成課程に入学、1968年に改組により教育学部となった同課程を卒業して大学院教育学研究科社会科教育専攻修士課程に進んだ。
大学入学当初は、地形学に傾倒していたが、その後、経済地理学へ関心を移していった。大学時代は、辻本芳郎らに師事した。
1970年に修士課程を修了して、東京都の公立高等学校教諭となって東京都立荒川商業高等学校に勤務し、さらに1978年に東京都立深川高等学校に移った。
大学在学中から高校教員になってからも、北村嘉行らを中心とした、東京学芸大学を拠点とする工業地理学の研究グループに深く関わった
。
1979年4月に深川高校を退職して、5月に東京学芸大学教育学部講師となり、1981年6月に助教授、1992年8月に教授へと昇任した。
この間、1986年2月には「関東織物業における産地体系の再編成に関する地理学的研究」により、立正大学から文学博士を取得した。
1988年、大学の改組によりアジア研究専攻を担当する教員となったことを契機として、中国の経済地理についての研究に向かうようになり、同年以降、中国訪問の機会を持つようになり、郷鎮企業などに注目した中国農村地域の工業化についての研究成果を挙げるようになった。
また、東京学芸大学の学内役職としては、学長補佐室長、人文社会科学系学系長などを歴任し、2010年に定年退職を迎えた後も、2010年代半ばまで特任教員・名誉教授として、大学に関わり続けた。

## 荒川区との関わり
上野は、様々な公的委員等を歴任したが、とりわけ都立高校教諭時代から縁があった荒川区との関わりは深かった。
1995年４月には、荒川区まちづくり公社理事長（2000年3月まで）となり、同年7月には荒川区教育委員会委員（2003年7月まで、この間、委員長も経験）にもなった。また、1998年7月から1999年7月にかけては、荒川区基本構想審議会会長を務めた。なお、2004年11月には、荒川区長選挙に立候補したが、落選している。2004年12月には、荒川区から自治功労賞を贈られた。

## おもな著書

### 単著
- 地場産業の展望、大明堂、1987年
  - 商工総合研究所・中小企業研究奨励賞受賞[6]。
- 地場産業産地の革新、古今書院、2007年

### 編著
- 地域研究法：経済地理入門、大明堂、1990年
- 現代中国の郷鎮企業、大明堂、1993年
- 現代中国の経済地理、大明堂、1997年
- 中国、朝倉書店、2011年

### 共編著
- （椿真智子、中村康子との共編著）地理学概論、朝倉書店、2007年（第2版、2015年）
- （高橋日出男との共編著）日本の諸地域を調べる、古今書院、2007年
- （政策科学研究所との共編著）伝統産業産地の行方：伝統的工芸品産業の現在と未来、東京学芸大学出版会、2008年
- （大石学、椿真智子との共編著）小学校社会科を教える本、東京学芸大学出版会、2015年
- （本木弘悌、立川和平との共編著）日本をまなぶ 東日本編、古今書院、2017年
- （本木弘悌、立川和平との共編著）日本をまなぶ 西日本編、古今書院、2017年
- （小俣利男との共編著）東京をまなぶ、古今書院、2019年